# Diocèse d'Amos
Le diocèse d'Amos est un diocèse de l'Église catholique au Canada situé dans la province de Québec. Il est le suffragant de l'archidiocèse de Gatineau et a pour siège la cathédrale Sainte-Thérèse-d'Avila d'Amos. Il a été érigé canoniquement le 3 décembre 1938 par le pape Pie XI. Depuis 2023, son évêque est Guy Boulanger.

## Description
Le diocèse d'Amos est situé au Québec au Canada et est suffragant de l'archidiocèse de Gatineau. Son siège épiscopal est la cathédrale Sainte-Thérèse-d'Avila d'Amos,,. Depuis 2023, son évêque est Guy Boulanger.
Le territoire du diocèse d'Amos couvre une superficie de 127 237 km2 et est divisé en 53 paroisses en 2017,. Il est contigu au diocèse de Hearst-Moosonee à l'est, au diocèse de Churchill-Baie d'Hudson au nord, au diocèse de Corner Brook et du Labrador et au diocèse de Baie-Comeau au nord-est, au diocèse de Chicoutimi à l'est, au diocèse de Trois-Rivières et au diocèse de Joliette au sud-est ainsi qu'au diocèse de Saint-Jérôme-Mont-Laurier et au diocèse de Rouyn-Noranda au sud
En 2017, le diocèse d'Amos desservait une population de 76 497 catholiques avec un total de 30 prêtres et quatre diacres.
Plusieurs ordres religieux sont présents ou ont été présents au sein du diocèse d'Amos :
- Clercs de Saint-Viateur
- Filles de la Charité du Sacré-Cœur de Jésus
- Oblats de Marie-Immaculée
- Missions étrangères de Paris
- Sœurs de l'Assomption de la Sainte Vierge
- Sœurs de Notre Dame du Perpétuel Secours de Québec
- Sœurs de Sainte Jeanne d'Arc
- Sœurs de Saint-Joseph de Saint-Vallier
- Sœurs des Saints-Cœurs de Jésus et de Marie
- Sœurs des Sacrés-Cœurs de Jésus et de Marie
- Sœurs du Bon-Pasteur de Québec

La sainte patronne choisie pour le diocèse d'Amos est sainte Thérèse d'Avila dont la fête est le 15 octobre.

## Histoire
Le diocèse d'Amos a été érigé canoniquement le 3 décembre 1938 par le pape Pie XI,,. Auparavant, son territoire faisait partie du diocèse de Haileybury,. Le 20 juin 1939, le pape Pie XII nomme le premier évêque d'Amos, Joseph Louis Aldée Desmarais (de),,,.
Le 31 mai 2007, une réorganisation voit la dissolution du diocèse de Labrador City-Schefferville dont une partie du territoire, le Nunavik, fut intégrée à celle du diocèse d'Amos. Par la même occasion, des parties du territoire du diocèse d'Amos furent transférés à d'autres diocèses : Obedjiwan au diocèse de Chicoutimi, Manawan au diocèse de Joliette et Parent au diocèse de Trois-Rivières. Également, par la même occasion, les territoires de Chisasibi, de Radisson et de Waskaganish furent transférés du diocèse de Moosonee au diocèse d'Amos,.

## Abus sexuels
En 2021, une demande d’autorisation d’action collective est engagée pour des agressions sexuelles qui auraient été commises par plusieurs prêtres sur des garçons âgés de 7 à 14 ans au moment des faits. Les prêtres sont Paul-Émile Bilodeau, Réal Couture, Armand Roy, Lucien Côté, Hubert Fortier, Henri-Paul Ratté, Laval Tremblay, Marc-Aurèle Guillemette, Odilon Boutin, Adolphe Delisle, Henry Dobbelsteyn, Jules Larose, Philippe Plourde et André Leith. La requête concerne le diocèse d’Amos et Joseph Louis Aldée Desmarais (de),  évêque d’Amos, qui n'aurait pas enquêté sur ces agressions,.

## Évêques

Armoiries de Gilles Lemay, évêque d'Amos de 2011 à 2023

| # | Nom                               | Dates                               |
| - | --------------------------------- | ----------------------------------- |
| 1 | Joseph Louis Aldée Desmarais (de) | 20 juin 1939 - 31 octobre 1968      |
| 2 | Gaston Hains (de)                 | 31 octobre 1968 - 19 avril 1978     |
| 3 | Gérard Drainville (en)            | 19 avril 1978 - 3 mai 2004          |
| 4 | Eugène Tremblay                   | 3 mai 2004 - 22 février 2011        |
| 5 | Gilles Lemay                      | 22 février 2011 - 16 septembre 2023 |
| 6 | Guy Boulanger                     | Depuis le 16 septembre 2023         |

## Galerie

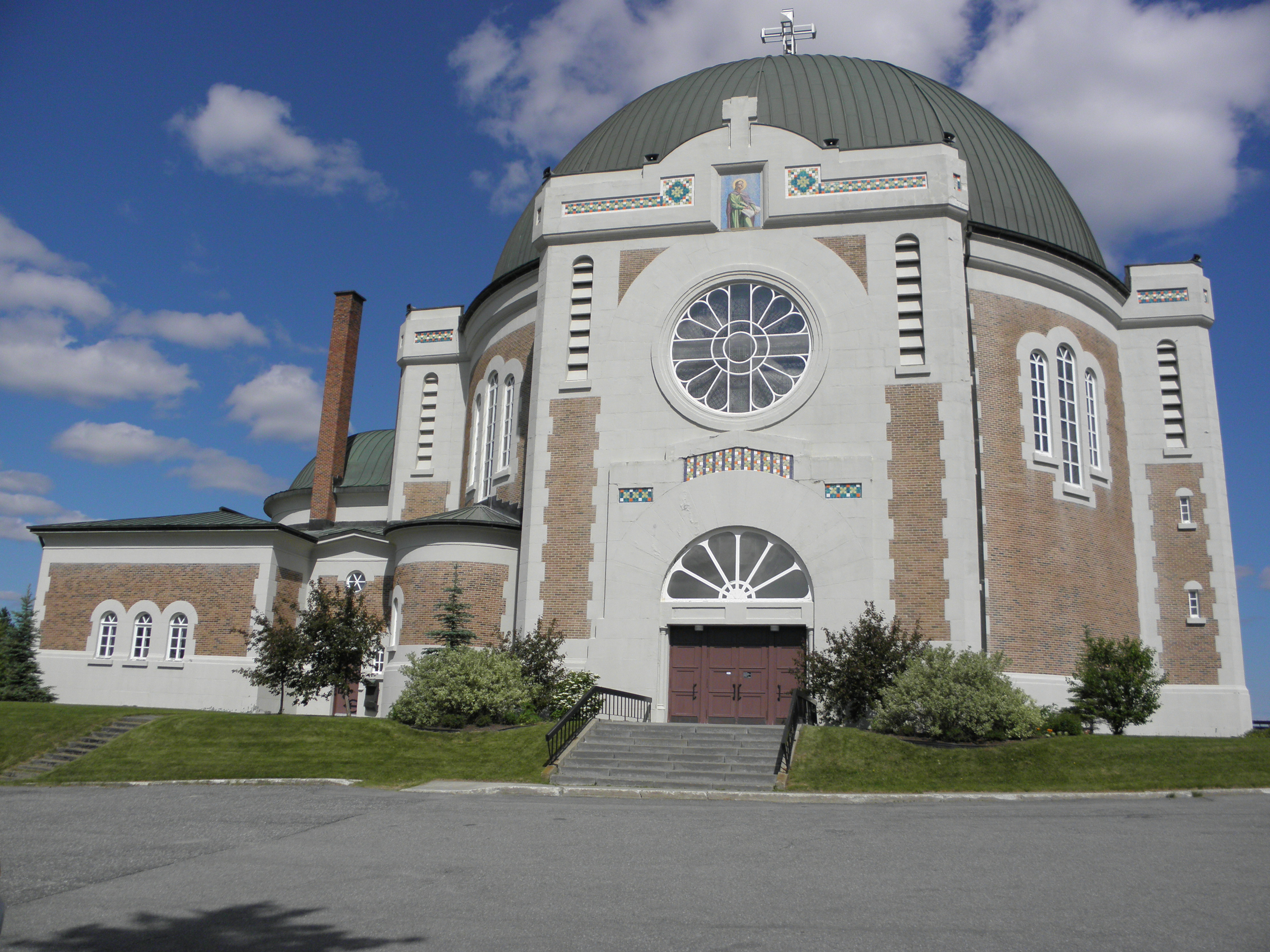
La cathédrale Sainte-Thérèse-d'Avila d'Amos en juin 2011
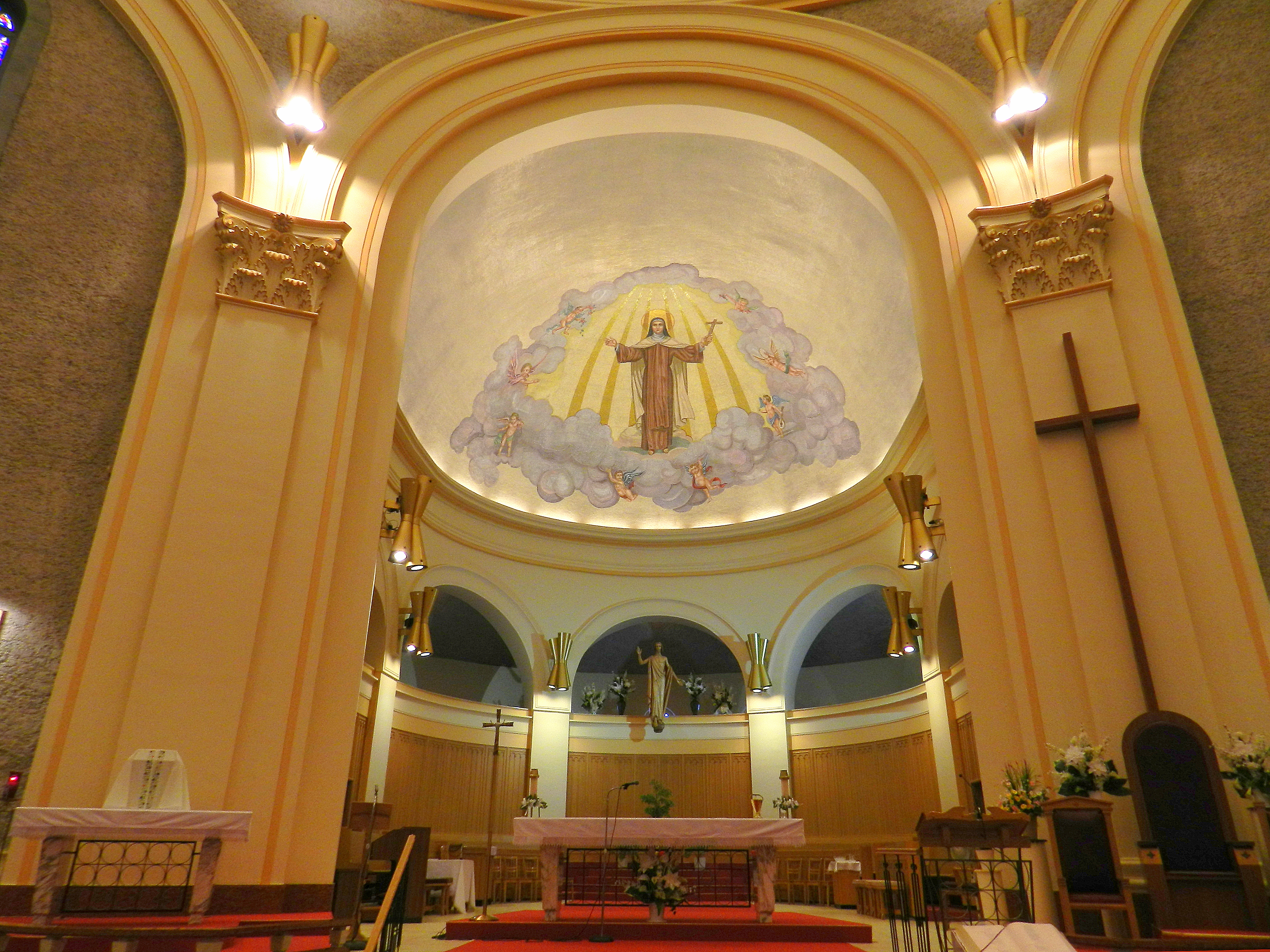
Intérieur de la cathédrale Sainte-Thérèse-d'Avila d'Amos en août 2017
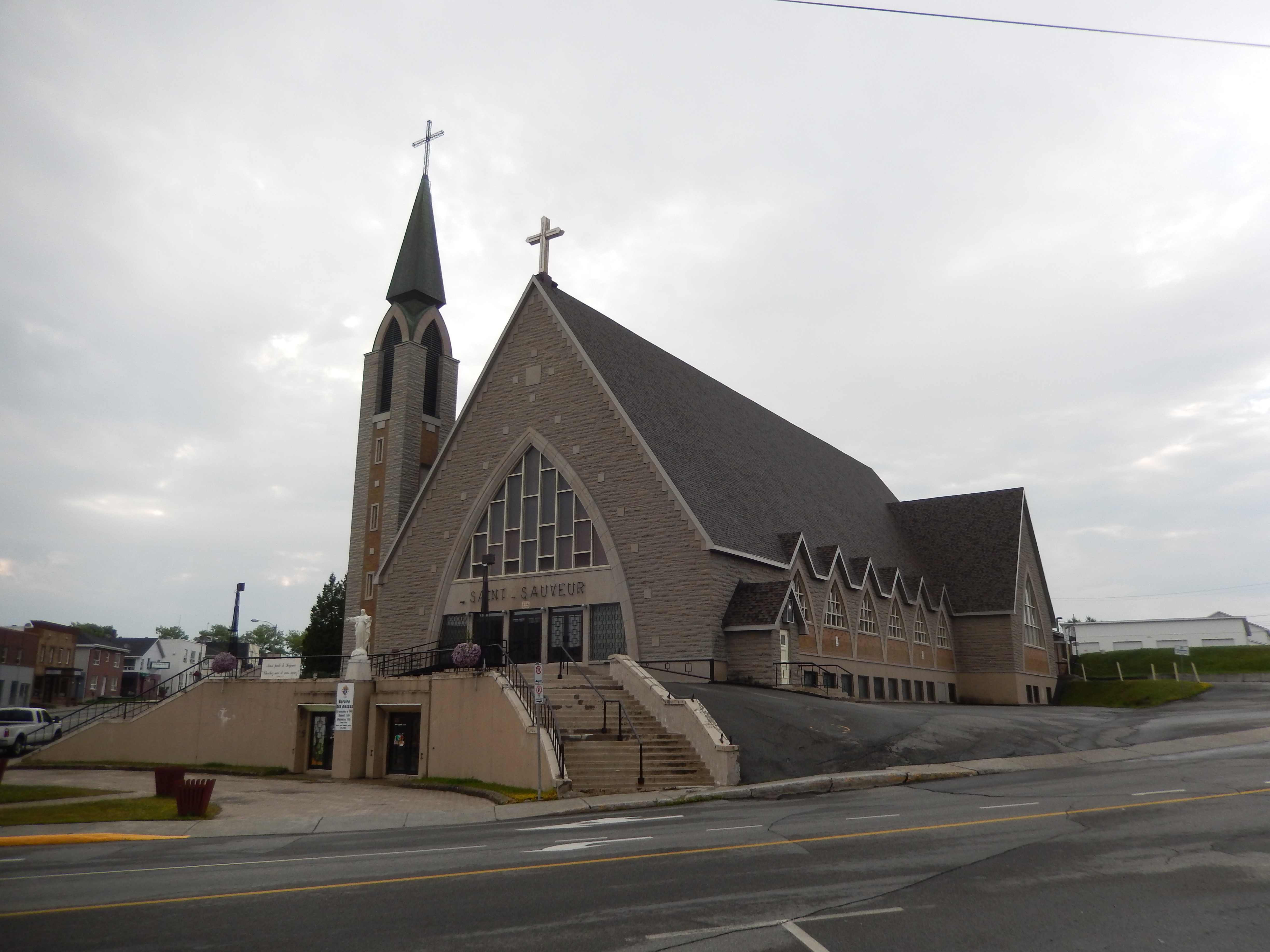
L'église Saint-Sauveur de Val-d'Or en août 2014

### Articles liés
- Cathédrale Sainte-Thérèse-d'Avila d'Amos
- Église catholique au Québec
- Église catholique au Canada
- Conférence des évêques catholiques du Canada